# Sardinella sindensis
Sardinella sindensis es una especie de pez de la familia Clupeidae en el orden de los Clupeiformes.

## Morfología
Los machos pueden alcanzar 17 cm de longitud total.

## Hábitat
Es un pez de mar y pelágico que se encuentra en áreas de clima tropical (30 ° N-10 ° N, 42 ° E-74 ° E) hasta los 50 m de profundidad.

## Distribución geográfica
Se encuentra en el Mar de Arabia: desde el Golfo de Adén hasta el Golfo Pérsico y Bombay.

## Costumbres
Forma bancos en las aguas costeras.

## Valía comercial
Se comercializa fresco y secado y curtido con sal.